# Volksstaat

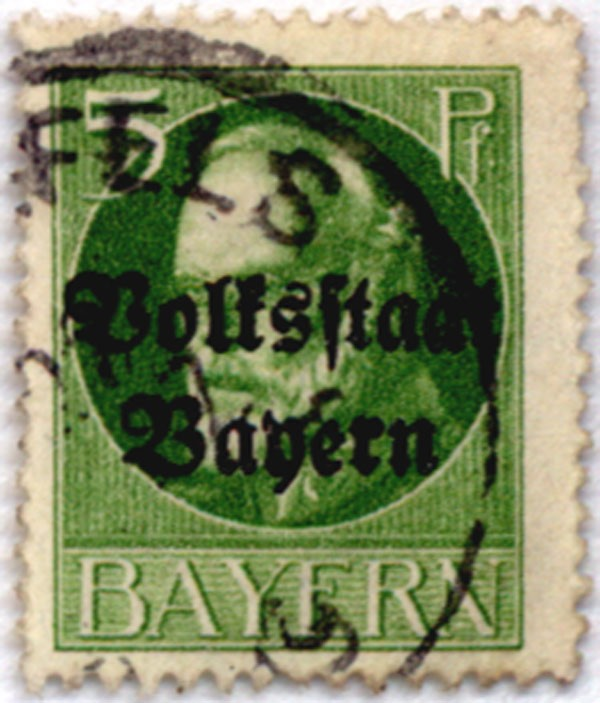
Briefmarke des Volksstaats Bayern 1918

Volksstaat ist eine eingedeutschte Bezeichnung für Demokratie. Sie fand vor allem in der ersten Hälfte des 20. Jahrhunderts Verwendung.

## Bezeichnung
Das Wort Volksstaat wurde im 19. Jahrhundert zunächst für jede Staatsform, in welcher die „Regierungsgewalt wesentlich vom Volke ausgeht“ verwendet, also synonym für Demokratie. Zur selben Zeit entstand der Ausdruck Freistaat als deutsches Synonym für Republik. Später wurde die Bezeichnung „Volksstaat“ mal vom linken, mal vom rechten Spektrum der Demokratiebewegung für die eigenen Ziele vereinnahmt. Hugo Preuß stellte 1915 dem überkommenen Obrigkeitsstaat den Volksstaat als Einheit von Staat und Volk gegenüber. Friedrich Naumann sah 1917 den „deutschen Volksstaat“ als Gegenstück zum „Bürokratenstaat“ und als Ausdruck des „Parlamentarischen Regiments“.

## Verwendung
Das von Wilhelm Liebknecht in den Jahren 1869 bis 1876 herausgegebene Parteiorgan der Sozialdemokratischen Arbeiterpartei hatte den Titel Der Volksstaat.
Die amtlichen Bezeichnungen für einige Gliedstaaten des Deutschen Reichs nach dem Ersten Weltkrieg enthalten den Bestandteil Volksstaat, darunter der Volksstaat Hessen (1918–1945), der Volksstaat Württemberg (1918–1933) und der Volksstaat Reuß (1919–1920). Unter der Regierung Kurt Eisners 1918/19 war in Bayern der offizielle Staatsname „Freier Volksstaat Bayern“.
Wilhelm Hoegner (1887–1980, SPD) regte bei der Formulierung der Verfassung des Freistaates Bayern von 1946 die Verwendung des Begriffes an. Er findet sich seitdem in Art. 2 Abs. 1 mit folgendem Wortlaut: „Bayern ist ein Volksstaat. Träger der Staatsgewalt ist das Volk.“ Auch Württemberg-Hohenzollern nutzt in der Verfassung vom 18. Mai 1947 die Formulierung „Württemberg-Hohenzollern ist ein freier Volksstaat“.